# Eugène Loudun
Pour les articles homonymes, voir Balleyguier et Loudun (homonymie).
Eugène Balleyguier dit Eugène Loudun (né à Loudun en 1818 et mort à Paris en 1898) est un écrivain, critique d'art et journaliste français.

## Biographie
Fils d'un receveur des contributions indirectes, il passa son enfance dans plusieurs villes, au gré des mutations de son père, et eut notamment pour condisciple, à Nantes, le poète Auguste Lacaussade. Bachelier en 1836, il entreprit des études de médecine à Paris, qu'il abandonna pour aller étudier le droit à Poitiers. Licencié en droit en 1841, il s'installa à Paris en 1843 et commença, sous le pseudonyme de Loudun, hommage à sa ville natale, une carrière de journaliste.
Collaborateur de plusieurs journaux, dont La Revue du monde catholique, L'Ère nouvelle, Le Correspondant, il fut nommé en 1845, sur la recommandation de Désiré Nisard, surnuméraire à la Bibliothèque Sainte-Geneviève. Secrétaire particulier d'Alfred de Falloux, ministre de l'Instruction publique et des Cultes, en 1848, il devint l'année suivante sous-bibliothécaire à la Bibliothèque de l'Arsenal, emploi auquel était attaché un appartement de fonction. À l'Arsenal, il tint un salon fréquenté par de nombreuses personnalités littéraires et politiques, qu'il transporta, en 1861, au 5 de la rue du Cherche-Midi.
Orléaniste dans ses jeunes années, ce conservateur évolua progressivement vers un bonapartisme fervent. Rédacteur en chef du Journal des instituteurs en 1858, tout en conservant ses fonctions à l'Arsenal, il obtint la croix de la Légion d'honneur en 1860. Nommé en 1861 conservateur honoraire de la Bibliothèque de l'Arsenal, il quitta ses fonctions pour prendre celles, témoignant de sa proximité avec le régime, de commissaire spécial des chemins de fer, en poste à la gare Montparnasse.
Malgré la chute du Second Empire, Loudun continua de militer pour la cause bonapartiste. En 1873, il aurait, selon certaines sources, tenté d'organiser un coup d'État bonapartiste à Lyon, projet arrêté par la maladie, puis la mort de Napoléon III. Il entretint des relations régulières avec l'impératrice Eugénie et avec le  Prince impérial, décédé en 1879, en mémoire duquel il écrivit un opuscule, Son Altesse le Prince impérial. Il publia entre 1885 et 1890, sous le pseudonyme de Fidus, les cinq tomes de son journal (1870-1883) sous le titre Journal de Fidus sous la République opportuniste, de la mort du prince impérial jusqu'à la mort de Gambetta. Augustin Filon, dans son livre Le Prince Impérial (Hachette, 1935, pp. 186-188)  critique « l'étrange illusion »  de Loudun sur les interprétations qu'il a des paroles du Prince.
Il épousa en 1858 une petite-fille d'Ambroise Rendu, Marie Augustine Pettit (1835-1915), dont il n'eut pas de postérité. Sa belle-sœur, Marie Hélène Pettit, devint en 1861 la femme de son ami le peintre Alexandre Antigna. Eugène Loudun préfaça le catalogue de la vente qui eut lieu après le décès de ce dernier, en 1878.
Son neveu, Georges Balleyguier (1855-1944), fut architecte en chef des Monuments historiques. On lui doit notamment l'immeuble de la Société Générale, situé rue de Sèvres, à Paris.
Une rue de Loudun porte le nom d'Eugène Balleyguier.

## Œuvres
(Liste non exhaustive)
- Du présent et de l'avenir de la Révolution (1848)
- La Vendée - Le pays, les mœurs, la guerre (1849) (le Sudoc donne 1873)
- Le Salon de 1852 (1852), deux tirages
- Le général Charles Abbatucci (1854)
- L'Angleterre et l'Allemagne en France : de l'influence des idées anglaises et germaniques sur l'esprit français (1854)
- Les Derniers orateurs (1855)
- Le salon de 1855 : exposition universelle des beaux-arts (1855)
- Études sur les œuvres de Napoléon III (1857)
- Le Salon de 1857 (1857)
- Étude sur les œuvres de Napoléon III (1857)
- Les Victoires de l'Empire - Campagnes d'Italie, d'Égypte, d'Autriche, de Prusse, de Russie, de France et de Crimée (1859) quatre éditions
- La Bretagne ; paysage et récits (1861)
- Les Pères de l'Église - Choix de lectures morales (1861)
- Les Trois races, ou les Allemands, les Anglais et les Français (1861-1863)
- Les Deux Paganismes (1865)
- Les Nouveaux Jacobins (1869)
- Journal d'un Parisien pendant la révolution de septembre et la Commune (1872)
- Les Précurseurs de la Révolution (1875), prix Marcelin Guérin de l’Académie française
- Saint-Just (1876)
- Le Mal et le Bien - Tableau de l'histoire universelle du monde païen et du monde chrétien, 5 vol. (1876-1888)
- Les ignorances de la science moderne (1878)
- Son Altesse le Prince impérial (1879)
- Les Découvertes de la science sans Dieu (1884)
- Journal de Fidus sous la République opportuniste, de la mort du prince impérial jusqu'à la mort de Gambetta 5 vol. (1885-1890)
- L'Italie moderne (1886)
- Souvenirs d'un impérialiste : Journal de dix ans (1886), deux tomes
- Notes sur ma vie (1998)